# Georges Krins
Georges Alexandre Krins (18. března 1889 3. pařížský obvod, Paříž – 15. dubna 1912 RMS Titanic, severní Atlantik) byl belgický houslista a člen orchestru na Titanicu.

## Život

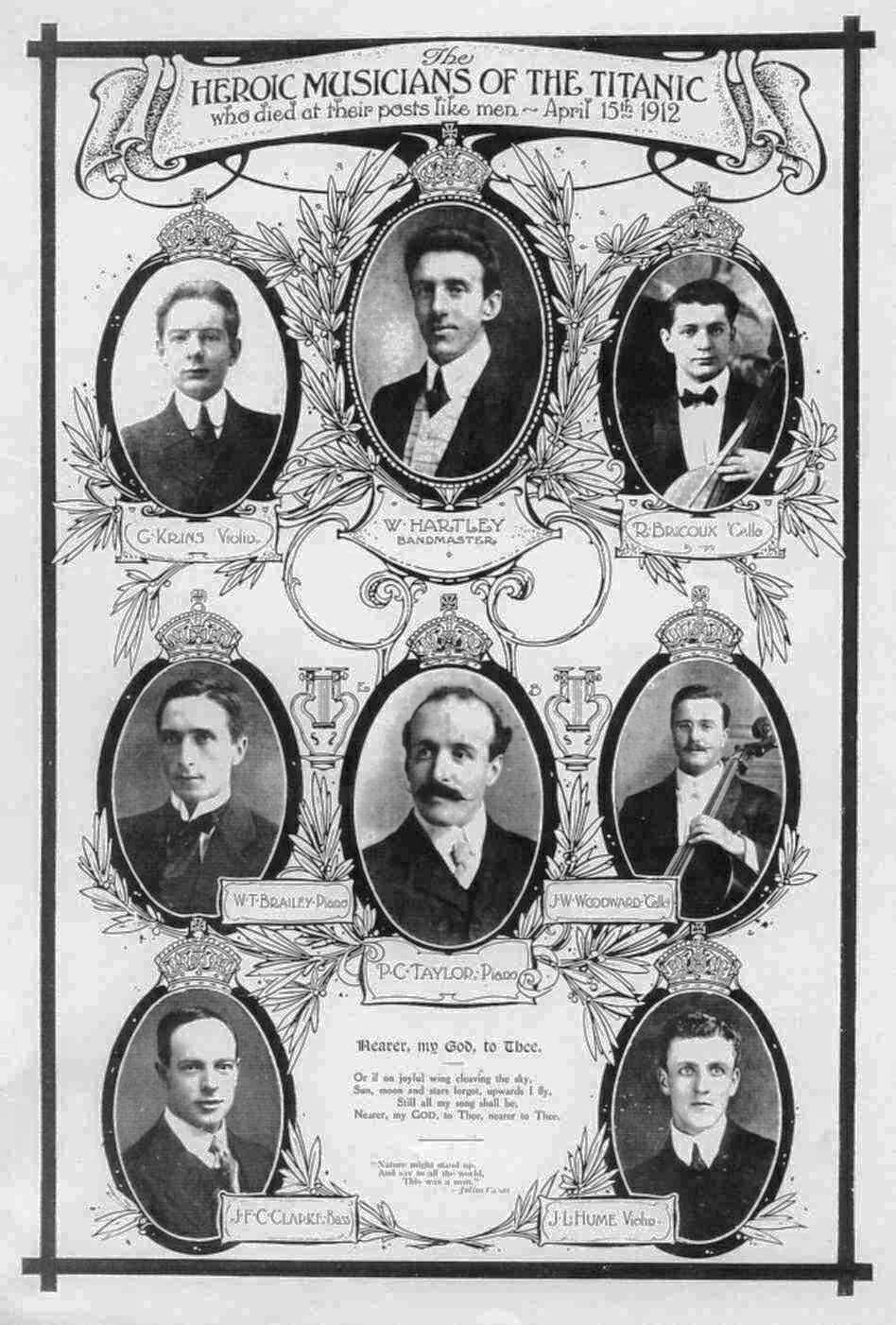
Georges Krins (vlevo nahoře, 1912) byl členem orchestru na Titanicu.

Narodil se 18. března 1889 ve 3. pařížském obvodu do rodiny Augusta Adolfa Krinse, původem ze Spa, a Louisy Clémentiny Petitové. Měl belgické občanství. V roce 1895 přijel do Spa, kde jeho rodiče provozovali obchod s galanterií a kde se naučil hrát na housle.
Po studiích na Královské konzervatoři v Lutychu v letech 1902–1908 zahájil svou hudební kariéru ve Spa, kde získal místo prvního houslisty na jednu sezónu v Trianon-Lyrique v Paříži a poté v hotelu Ritz na Piccadilly v Londýně. Fascinován napoleonskými válkami chtěl vstoupit do armády, ale rodina ho přemluvila, aby si vybral obchodní loďstvo. V dubnu 1912 byl najat společností CW & FN Black jako houslista na palubě RMS Titanic na její první a zároveň poslední plavbě.
Při potopení Titanicu zahynul stejně jako ostatních sedm hudebníků. Jeho tělo nebylo nikdy identifikováno.

## Pocty

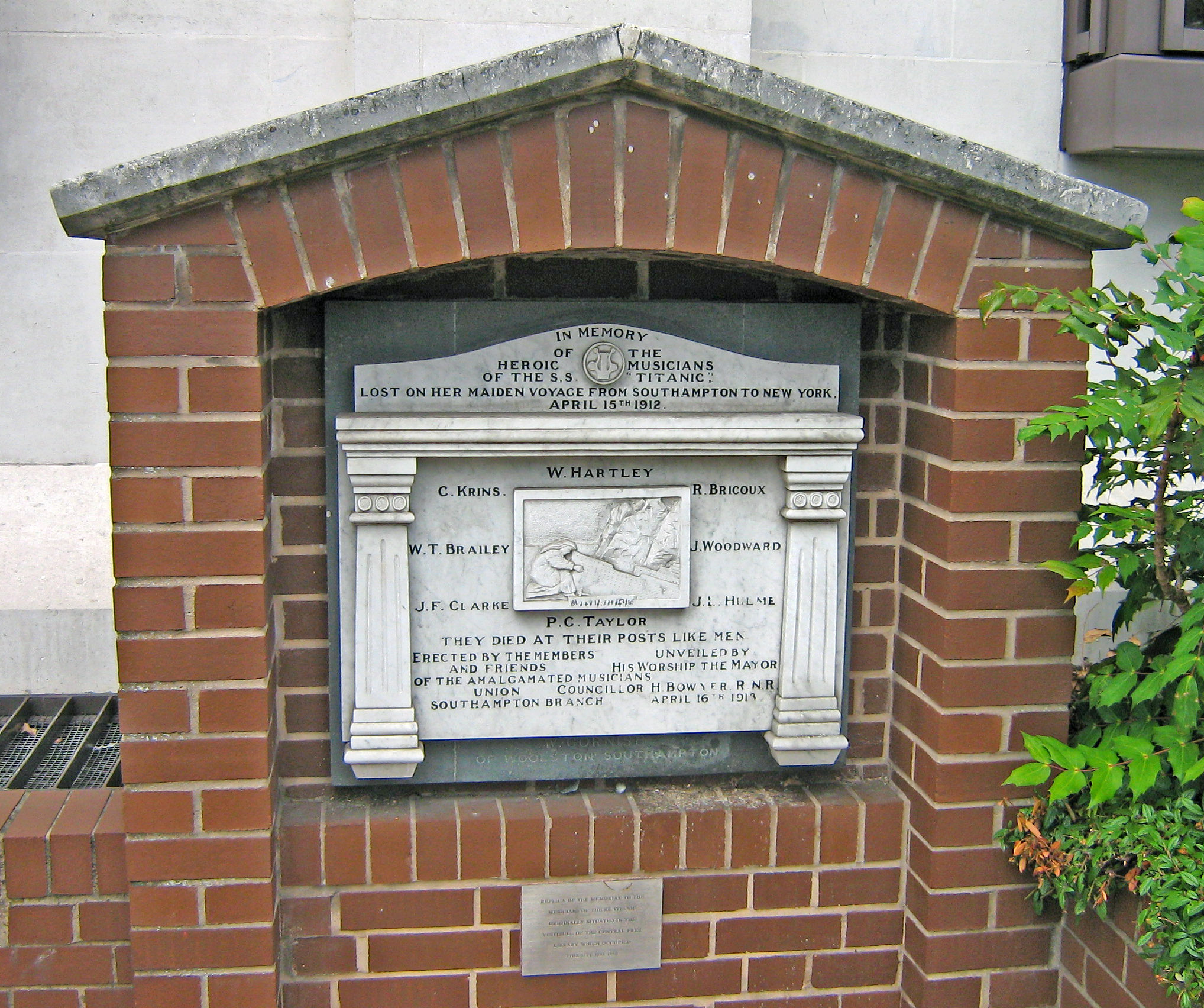
Památník v Southamptonu věnovaný hudebníkům sloužících na Titanicu.

V roce 1912 se město Lutych rozhodlo postavit na náměstí Saint-Jacques pomník, avšak během první světové války byl projekt zrušen. Teprve v roce 2002 byla na fasádu Hôtel Cardinal, place Royale 21 ve Spa, kde hudebník bydlel, připevněna pamětní deska.
Jméno Georgese Krinse se objevuje také na památníku hudebníkům z Titaniku, který byl vystaven v roce 1913 v Southamptonu.